# ゴート族

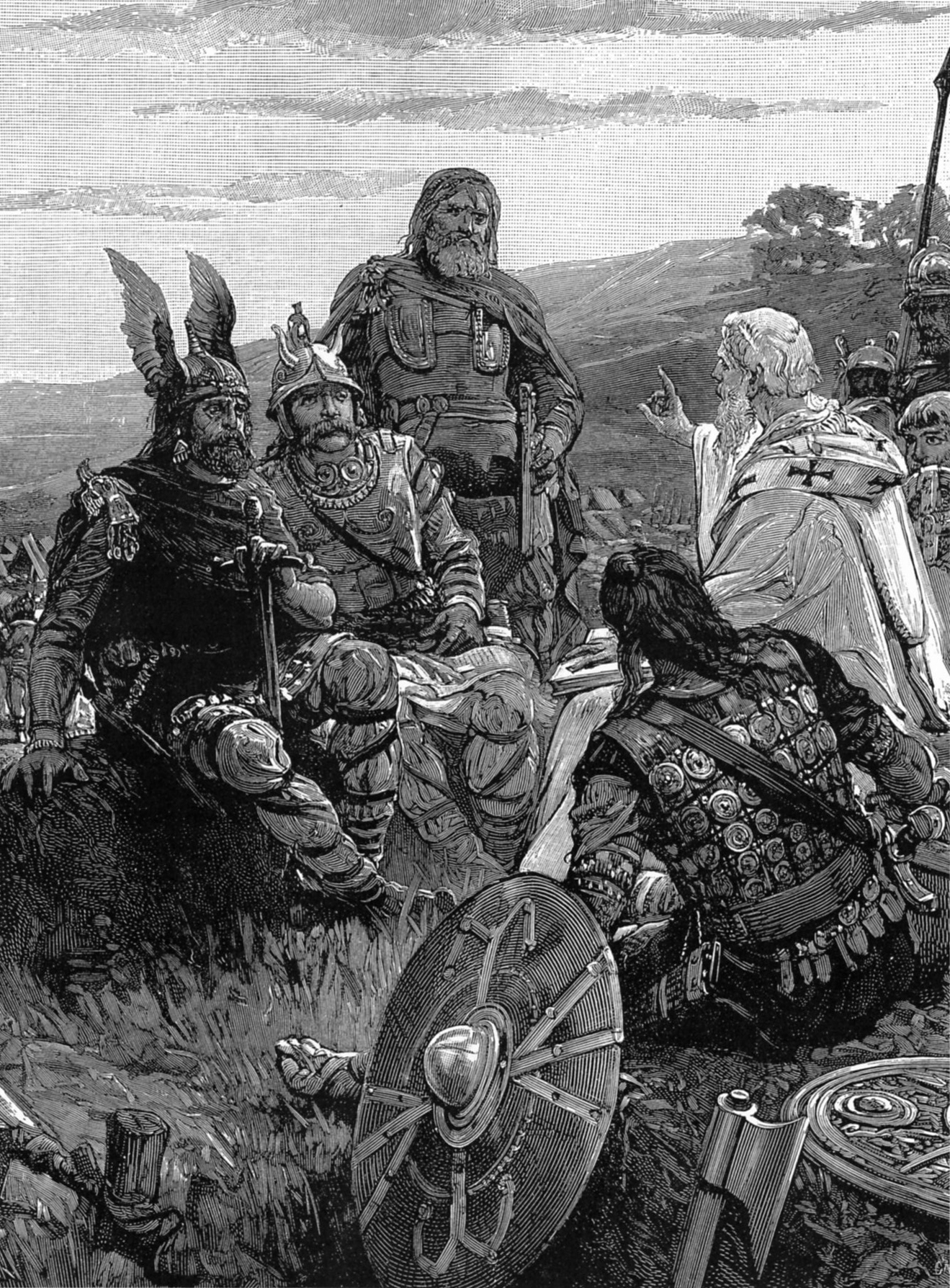
ゴート人に福音書を解説するウルフィラ司教

ゴート族（ゴートぞく、ゴート語: 𐌲𐌿𐍄𐌸𐌹𐌿𐌳𐌰、Gutþiuda、 独: Gothe（または Gote））は、古代ゲルマン系の民族で、東ゲルマン系に分類されるドイツ平原の民族。ゴットランドからウクライナに移動した後、いわゆる「ゲルマン民族の大移動」によってイタリア半島やイベリア半島に王国を築いた。ローマ帝国の軍勢と戦い、壊滅的打撃を与えたこともある精強な軍を持った民族である。また、ゲルマン系のなかでは早くからローマ帝国の文化を取り入れて独自のルーン文字を残したほか、ローマ軍に傭兵として雇われるなど、後期のローマ帝国の歴史において大きな役割を担った。

## 歴史

### ゴート族の起源

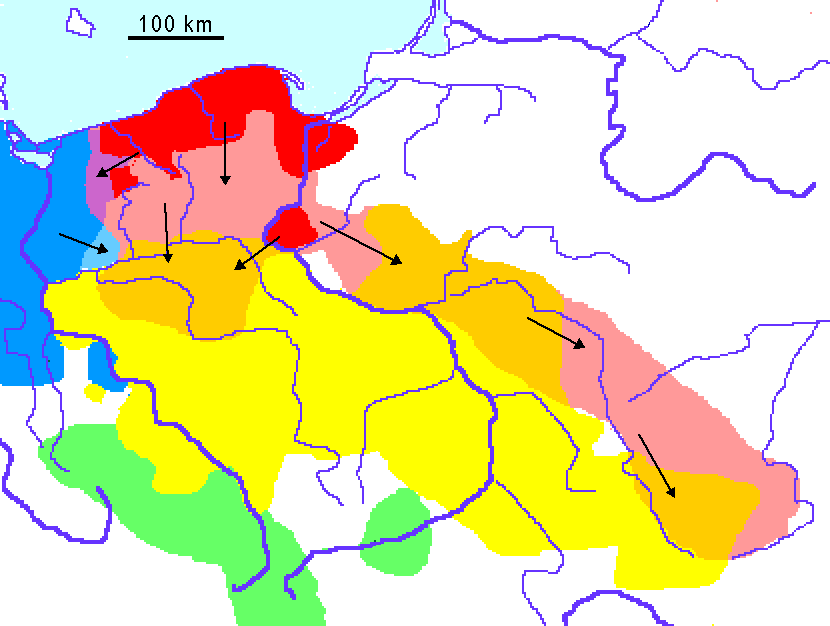
紀元前2世紀から2世紀にかけてのゲルマニア（現ドイツ及びポーランド）一帯。
赤はオクシヴィエ文化と初期ヴィェルバルク文化
肌色はその後のヴィェルバルク文化の拡大
黄色とオレンジはプシェヴォルスク文化
オレンジはヴィエルバルク文化がその地方のプシェヴォルスク文化の影響を強く受けた地域
青は非ゴート系大陸ゲルマン人のヤストルフ文化
水色はヤストルフ文化が拡大した地域
紫はヴィェルバルク文化がその地方のヤストルフ文化の影響を強く受けた地域

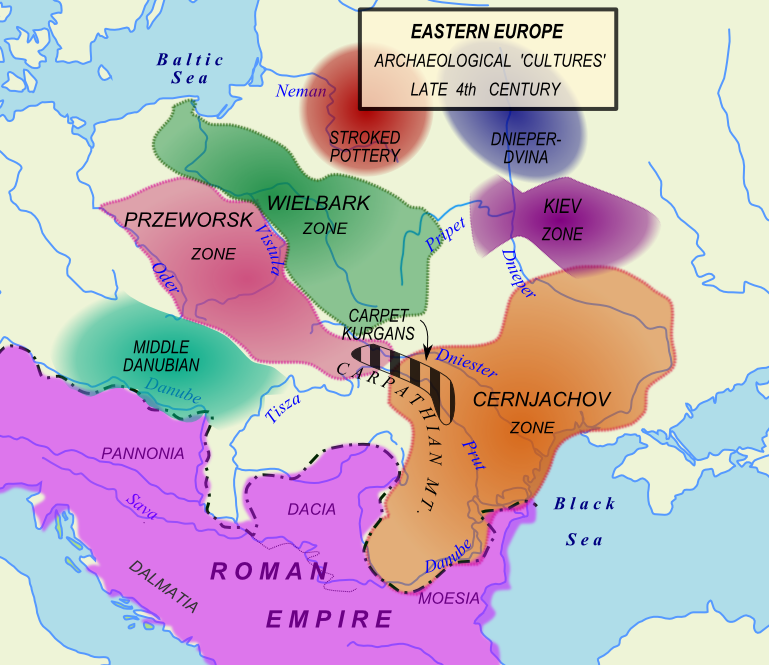
200年頃のゴート族居住地区（緑部分「チェルニャヒーウ文化」の北部一部地域は「東ゴート族」）。
オレンジはプシェヴォルスク文化を主とする地域。
紫はザルビンツィ文化を主とする地域。
緑はチェルニャヒーウ文化を主とする地域。
ゴート族（Goths）は自らのヴィェルバルク文化をチェルニャヒーウ文化に持ち込んだ。
ゴート族が定住した地域を中心として両文化は混じり合ってキエフ文化に発展し、そこのゴート族はもとのヴィスワ東岸に残っていたいわゆる「西ゴート族」とは政治的にも文化的にも異なる「東ゴート族」となった。

550年頃に、アリウス派僧侶のローマ帝国官僚でゴート人についての歴史家でもあったヨルダネスが、東ゴート王国の学者カッシオドルスの著書を要約して著した史書『ゴート人の事跡』（De origine actibusque Getarum）によれば、ゴート族は「スカンディナヴィア島」を発祥とする民族で、ベーリヒ王（ベーリク）の治世にバルト海を渡り、当時ヴァンダル族（ルギイ族、Lugii）が住んでいたゲルマニア（現ドイツ及びポーランド）のヴィスワ川河口域一帯に到達。その土地（現ポーランドのグダニスク一帯の東ポメラニア地方）をゴティスカンツァと呼び、ヴァンダル族の支配地をつぎつぎと平定したと記述されている。
ゴート族の起源は19世紀から議論されているが、ヨルダネスの伝えるスカンディナヴィア起原（en:Gothiscandza）は現在では否定的に受け止められている。スカンディナヴィア南部はゴートランド（イェータランド）と呼ばれてはいるが、スカンディナヴィア半島でゴート族と結びつけられる痕跡は、ゲルマニア一帯の住民が遺したストーンサークル（いわゆる「クルガン」）と類似するものがスカンディナヴィアでも発掘されているという程度である。ストーンサークルは、オクシヴィエ文化や初期ヴィェルバルク文化（B1b期・1世紀中期）の墓地では形成されておらず、ゴート族がプシェヴォルスク文化の影響を強く受けるようになった2世紀初期（B2期）から一定期間にのみ認められる。もともとスカンディナヴィアでストーンサークルが発生したというのであれば、オクシヴィエ文化や初期ヴィェルバルク文化の段階から認められなければ矛盾が生じる。また、クラウディオス・プトレマイオスが著した『ゲオグラフィア』（Geographia、地理学）によれば、スカンディナヴィアにゴート族の名称によく似るゴータイ（Goutai）が住むことが確認されるが、『ゲオグラフィア』に記載されている彼らの居留域とストーンサークルの分布は一致しない。このように、スカンディナヴィア起原は考古学的立証が難しく、さらにランゴバルト族のような他のゲルマン系民族にも同じ伝説があることから、単に名前の響きが似た別々の系統の部族だという可能性が高く、ゴート族に関してはスカンディナヴィア起原は疑問視されている。
1世紀末（西暦98年頃）に成立したとされるタキトゥスの『ゲルマニア』には、ヴァンダル族と思われるルギイ族（ルーク族、Lugii）の土地（すなわちプシェヴォルスク文化の領域）より北方にゴート族（ゴートネス）が居留するとの記載が見られ、王制のもとにまとまっていることも知られている。これは南のプシェヴォルスク文化と北のオクシヴィエ文化（および草期ヴィェルバルク文化）の位置関係に合致している。ヨルダネスの記述によれば、彼らはガダリックの子、フィリメル王（ベーリッヒ王から数えて5代目の王）の時代にゴティスカンツァを離れ、黒海沿岸部のスキティアにたどりついた。ゴート族のヴィスワ川から黒海一帯への移動については、1945年以降、現ポーランド北部のヴィェルバルク文化と黒海北方のチェルニャヒーウ文化およびキエフ文化が発見され、その歴史をある程度追跡できるようになった。これらのどの文化もゴート族だけのものではないが、ゴート族（およびゲピーダエ族）の文化も装飾品の類似性からそこに含まれていると考えられる。特にヴィエルバルク文化とキエフ文化においては政治的にゴート族が主導的立場にあったと考えられている。
ヴィェルバルク文化は、ポメラニアからヴィスワ川下流域で1世紀中期にはすでに形成されていた文化で、成立当初は現在のポモージェ県、ヴァルミア・マズールィ県西部一帯において見られる。このヴィエルバルク文化は前2世紀ごろ現ポモージェ県で発生したオクシヴィエ文化から発展したもので、このオクシヴィエ文化こそ、この地方の人々がゴート族としてまとまった時代の最初期の文化であると推定される。150年頃、ゲルマニアのヴィスワ川東岸地方では考古学的にこの文化の著しい変化が認められており、ヴィェルバルク文化は元来ヴァンダル族の定住地であったヴィスワ川流域平原のうち、ヴィスワ川東岸一帯を伝って現ポーランド南部に領域を拡大している。墓地などの遺跡からは、この東岸地域でゴート族は土地の（プロト・）スラヴ人諸部族を必ずしも排斥せず、武力平定を強調するヨルダネスの記述に反して、両グループは特に争うこともなく混住していたことが明らかになっており、オクシヴィエ文化と東岸プシェヴォルスク文化が融合した結果としてヴィェルバルク文化が形成されたことがうがわれる。これはマルコマンニ戦争においてゴート族とヴァンダル族が同盟していたというローマの記述と一致しており、いっぽうヨルダネスの記述とは矛盾している。
このような動きはその後も1世紀ほど続き、220年頃までには現マゾフシェ県、現ルブリン県、現ポトカルパチェ県一帯と現ウクライナ北部に到達した。この南下に呼応して、ヴァンダル族の文化と考えられるプシェヴォルスク文化も同時期にあたかも競うように南下している。300年頃には両文化とも現ウクライナ南部にまで拡大するが、一方でヴィェルバルク文化のヴィスワ川下流域では出土品の減少から、人口がかなり減少したと考えられ、彼らがポメラニア地方の故地を捨てたことを示している。
この頃、ゴート族によるローマ帝国への最初の攻撃 が知られている。以後、彼らはダキア、モエシアに幾度となく侵攻を繰り返し、241年にはマルキアノポリスに現れて保証金をせしめることに成功しているが、皇帝フィリップス・アラブスによって撃退された。しかし、251年、ニコポリスを包囲していたゴート族は、撃退にあたったローマ軍を壊滅させると、フィリッポポリスを陥落させ、さらに迎撃にあたった皇帝デキウスをアブリットゥスの戦いで敗死させるなど、ローマ帝国を苦しめることもあった。ゴート族の南下と定住は、クラウディウス・ゴティクス帝とのナイススの戦いでの大敗と271年にアウレリアヌス帝がダキア属州を割譲することによって停止するが、それまでに黒海東岸のピテュース（古代ギリシア語: Πιτυοῦς）、トラペズス、ビザンティウム、ニコメディア、エフェソス、テッサロニキ、ロドス島、キプロス島などの諸都市を攻撃している。
これらのことから、ゴート族が現ポーランド、ポモージェ県でオクシヴィエ文化により発生して、プシェヴォルスク文化のヴィスワ川東岸地方の土地の文化の影響を受けながらヴィェルバルク文化の段階に発展しつつ黒海沿岸部へ移動し、当地でチェルニャヒーウ文化の影響を受けてキエフ文化の段階へ移行したことは、ほぼ確実である。しかし、ヨルダネスの記述にあるように一王の世代で成されたものではなく、また、各文化それぞれの特質から見られるように、ゴート族の大移動は、ゴート族のほかスラヴ人の部族やサルマタイ人の部族などいくつかの部族が融合して行われたものらしい。なぜ彼らが移動したのかという理由については確定していないが、東ポメラニア地方という、大半が砂地で土地が肥沃でない一帯に発展したオクシヴィエ文化時代からその主な生業が土地に根付いた産業であるところの農業ではなく、遠方へ出かけて交易を行い食料や生活必需品を手に入れてくる商取引であったことから、南下したほうが黒海沿岸の経済的に豊かな地方との交易に有利だという考えがあったことが第一に推測される。

### ゴート族の勢力確立
チェルニャヒーウ文化は、4世紀のカルパティア山脈東部から黒海北方において見られる文化である。一部の墓地からヴィェルバルク文化で発見されたものとほとんど同じ装飾品が出土している。スラヴ人の埋葬形式の特徴とそのほかの人々が一般的に行なっていた埋葬形式の特徴とが併存していること、特に副葬品に武器が見当たらないことなども共通する。チェルニャヒーウ文化は一部でヴィェルバルク文化と互いに影響し混合したと考えられ、その地域はキエフ文化に発展している。チェルニャヒーウ文化にも、そのゴート的な色彩を持つ一形態と言えるキエフ文化にもローマやギリシアの文化からの影響が見られる。ただし、ヴィェルバルク文化の担い手全てが一群となって黒海まで移動したわけではなく、あくまで黒海沿岸部まで移動してきたグループのみが、キエフ文化の発展に影響したらしい。キエフ文化の中心的な地域について、ヨルダネスは、ゴート族のとある部族の長である人物フィリメルによって小規模なゴート族国家オイウム王国（Gothic kingdom of Oium）が成立したとしている。実際にこのキエフ文化の地域がゴート族の黒海沿岸地方進出の足掛かりになっている。
チェルニャヒーウ文化はもともと大規模な穀物栽培を中心とした農耕と、河川を運搬手段として用いた農産物輸出を主体していたが、黒海北方は原スラヴ人である農耕スキタイのチェルノレス文化の時代からスキタイ人やギリシア人へ同じようにさかんに穀物を輸出していた大穀倉地帯であり、チェルノーゼム（黒土）が広がる肥沃な土地であった。良質な陶器が作成されており、ローマ帝国と大規模な商取引も行っていた。遺跡からは、ローマの貨幣が大量に見つかることもあるうえ、ローマから輸入された品も見つかっている。チェルニャヒーウ文化文化はスラヴ人とサルマタイ人の混合文化と考えられ、ゴート族固有のものではない。遠方からやってきて異質な文化を持つゴート族はその中でも独特の存在だったことは確実で、ローマ帝国に近く、ゴート族南下の道筋にあたる西部では、ギリシア文字とラテン文字に影響を受けて独自のルーン文字（ゴート語）を完成させ、340年頃には司教ウルフィラによってゴート語訳聖書が著されている。
ヨルダネスによれば、カルパティア山脈からドン川に至る南ロシア一帯に居留したゴート族は、エルマナリク王の代に王国を築いた。エルマナリクは、後に東ゴート王国を興すアマル家の祖と言われているが、この当時のゴート族の王国については、記録が少ないために判然としない。ただ、ローマ帝国のような国家機構があったわけでも、国境というものの意識もなかったようである。ヨルダネスによれば、このときすでにドニエストル川からドン川の平原を占有していたグルツンギ・アウストロゴティとカルパティア山脈からドニエプル川一帯にかけて居留したテルヴィンギ・ウィシゴティに分裂していたことがうかがえる。それぞれ東ゴート族、西ゴート族とされるが、これらが直接的に後の東ゴート王国、西ゴート王国を打ち立てたグループに分かれたわけではないようである。例えば、詩人クラウディアヌスはフリギアに侵入したゴート族について、「グルツンギを含んだ東ゴート族」と説明し、グルツンギと東ゴート族をはっきり違うものと認識している。
4世紀までに確認されるゴート族は、西ゴート系として3グループ、東ゴート系として2グループ、所属不明なものとして7グループ、つまり12の勢力が確認される。
このうちテルヴィンギ・ウィシゴティとして2つのグループが糾合し、その他はグルツンギ・アウストロゴティとして、ゴート族以外の民も含め、エルマナリクを王とするゆる連合勢力を形成していたと考えられる。ただし、エルマナリクは、ヨルダネスが述べているような全ゴート族の王、というわけではない。考古学的には、チャルニャコヴォ文化には、少なくとも6つの大きな集落が発掘されており、それぞれに王ないしはそれに近い権力者がいたと考えられる。エルマナリクはその幾つかの集団の中で特に強力な人物であったか、あるいは実際にかなりの集団を制していたのかも知れない。

### フン族の襲来

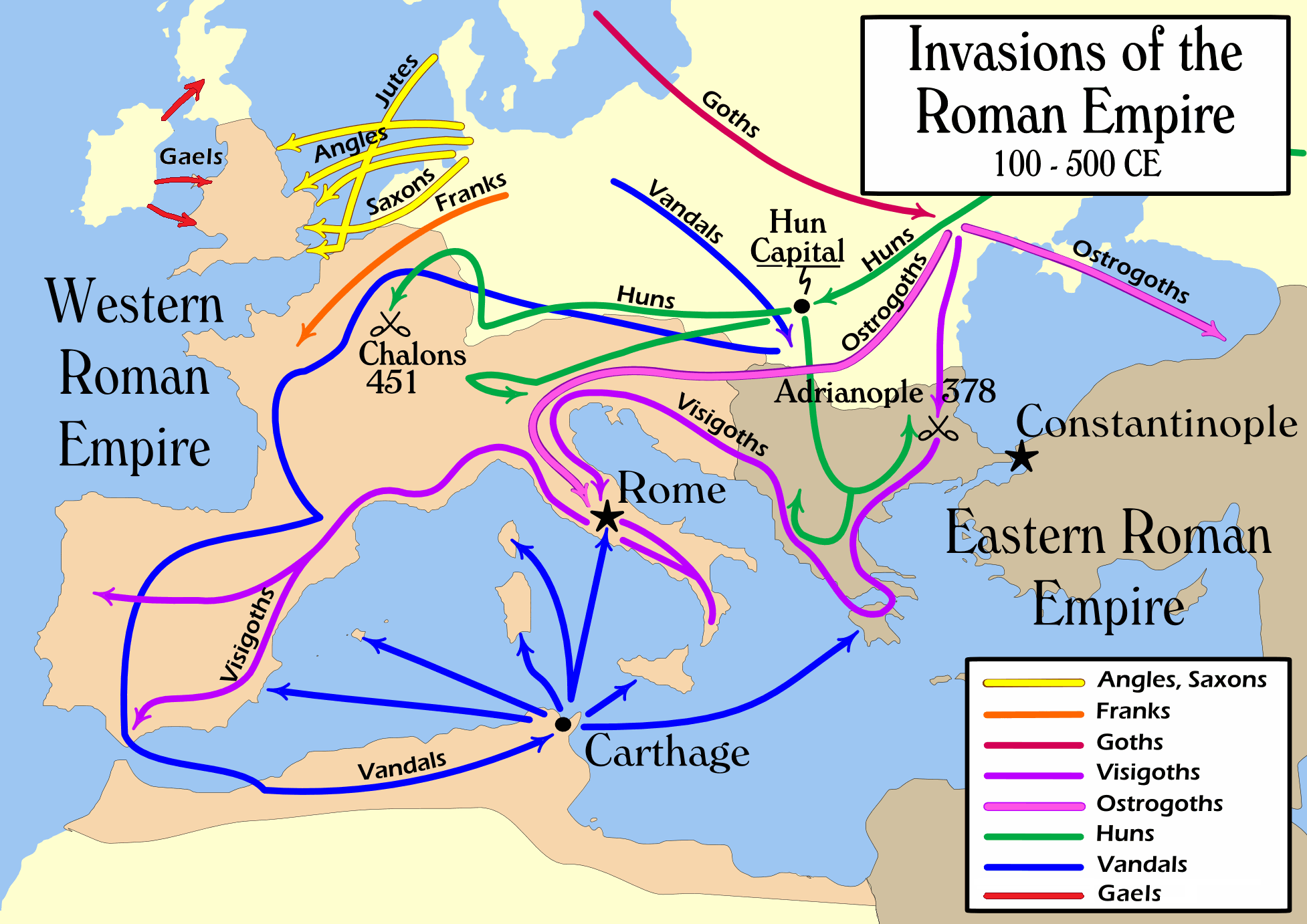
各部族によるローマ帝国への侵入要図

マルケリヌスによれば、東方から襲来したフン族は、370年前後にカスピ海からドン川に至る地域に住んでいたアラニ族を破り、東ゴート族の支配領域（en:Greuthungi）に到達した。バラミール（Balamir、在位: 360年 - 378年 (?)）と呼ばれる王に率いられたフン族の襲来によって、東ゴートの王エルマナリクは自殺してしまったとされる。376年に東ゴートの王権（en:Greuthungi）をエルマナリクから継いだヴィティミール (Vithimiris) は、兵士を再編成してフン族の先鋒となったアラニ族に抵抗したが、エラク川のほとりで敗死。彼の遺児ウィデリック (Viderichus) はバラミールに屈服し、東ゴート族は大部分がフン族の勢力に併合された。
フン族による東ゴート族への攻撃は、チェルニャヒーウ文化、とくにそのうちの一形態であるキエフ文化の痕跡に見ることができる。その侵略は凄まじく、建物はほとんどが火に焼かれており、以後、社会生活が一掃されているところを見ると、土着民族を徹底的に殺戮もしくは奴隷化したと考えられる。彼らが通ったあとに残ったキエフ文化の町はまったくないと言って良い状況であり、これについては5世紀初期の歴史家エウナピオスも、ゴート族はフン族に死滅させられ、残ったものも類のない残虐な方法で処刑されたと述べている。
東ゴート族の瓦解を目の当たりにした西ゴート族の王アタナリックは、民族を西方に移動させることを決意した。西ゴート族は2つの勢力に分かれ、一部はフリティゲルンとアラヴィヴスに率いられてローマ帝国の庇護を求めるためにドナウ川国境線に向かった。他方、アタナリックに率いられた西ゴート族はトランシルヴァニアに後退するためドニエストル川の陣営に駐屯した。彼はフン族哨戒のためにムンデリック率いる分遣隊をドニエストル川東部に派遣させたが、フン族はこれを包囲するとともに、アタナリック率いる本隊を攻撃し、これを崩壊させた。このため、アタナリック指揮下の西ゴート族も多くがローマ帝国領内へ避難するため国境線のドナウ川に避難した。
フン族によって西方に追いやられた西ゴート族は、376年、ローマ帝国の北東の国境線であるドナウ川を渡り、ローマの保護を求めた。西ゴート族はフリティゲルンの勢力に組み込まれ、2年にわたってローマ領（バルカン半島北部）に居留したが、ローマ帝国のゴート族の扱いはひどいものであったため、ゴート族は反乱を起こした（ゴート戦争）。378年8月9日、ゴート族はハドリアノポリス近郊でローマ帝国の正帝ウァレンスを破って殺害（ハドリアノポリスの戦い）し、さらにこのときローマ兵の3分の2を殺害した。テミスティウスはこれについて「ローマ軍は影の如く消えた」と述べている。この戦いの後、東西ローマ帝国は蛮族の侵入や反乱に悩まされた。カッパドキアの教会史家フィロストルギオスやアルメニアの歴史家バル・ヘブラエウス（en）が、侵入したフン族によってシリア、キリキアが壊滅したことを述べている。また、彼らの侵略は、サーサーン朝ペルシャ領内のほか、パレスティナやエジプト一帯にも及んだようである。
しかし、異民族の侵入に悩まされていた東西ローマ帝国は、フン族の傭兵を積極的に雇い入れ、反乱や他民族の鎮圧にあたった。これはある程度の成功を収めており、東ローマ帝国の執政官ルフィヌスや軍司令官スティリコは、彼らを身辺警護に使ったほか、蛮族を排除する軍隊として動員した。ローマ帝国と不安定ながら良好な関係を形成したフン族は、410年頃までにドナウ川中流部にまで勢力圏を拡大させた。このため、これに押し出されるかたちで西ゴート族も西に移動し、ドナウ川を渡ってアルプスを越え、イタリア半島に侵入した。
アラリック1世率いる西ゴート族は、401年、イタリアの西ローマ帝国軍と戦い、ヴァンダル族出身の将軍スティリコに敗れる。406年（異説あり）、アラリック1世配下のラダガイス率いる西ゴート族の一派が再びイタリアに侵入し、8月23日、フィレンツェ近郊のフィエーゾレ付近で、スティリコに仕えたフン族の王ウルディンに殲滅させられている（フィエーゾレの戦い (5世紀)）。408年11月にも、今度はアタウルフ率いる西ゴート族が侵入、西ローマ帝国の首相オリンピウス率いるフン族混成部隊に敗れた。とはいえ、このような度重なるゲルマン民族の侵入により西ローマ帝国は弱体化、さらに将軍スティリコが謀殺されたため、410年、遂にアラリック1世はローマにまで進軍し、これを陥落させた（ローマ略奪）。
この動きによって、ドナウ川のローマ守備隊は手薄になり、ブルグント族、アレマン族、スエビ族など、他のゲルマン人も、フン族の支配を逃れて一斉にドナウ川を渡り始めた。

## 後世でのゴート族
ゴートに纏わる言葉として、「野蛮な」という意味で用いられ始めた「ゴシック（ゴート風の）」がある。
16-17世紀のスウェーデンではゴート族は自国を出自とする民族であるという伝説「ゴート起源説」が盛んに唱えられ、そのゴート族（ヴァンダル族を含む）がヨーロッパ、アジア、アフリカを支配し、スウェーデン人がゴート族の末裔であるという俗説が捏造された。この俗説は17世紀のスウェーデンによる三十年戦争介入の動機となった。
なお、イェーテボリはギート族の作った町であり、ギート族はゴート族と名称が似ており、互いに交易はあったようではあるが出自から言えば無関係の部族である。